# Die Bücherdiebin
Die Bücherdiebin (Originaltitel The Book Thief) ist ein 2005 erschienener Roman des Schriftstellers Markus Zusak.

## Inhalt
Die Handlung spielt in Deutschland, vor und während des Zweiten Weltkriegs. Erzähler des Romans ist der Tod, der die Seelen der Menschen mitnimmt und dem sein Beruf zutiefst zuwider ist. Erzählt wird die Geschichte des zu Beginn des Romans 1939 neunjährigen Mädchens Liesel Meminger. Aus der Perspektive des Todes werden die Erlebnisse des Kindes in dem fiktiven Ort Molching bei München geschildert, in Anlehnung an den realen Ort Olching, westlich von München, während der Zeit des Nationalsozialismus.
Eine zentrale Rolle spielen die – zumeist fiktiven – Bücher, die Liesel entweder geschenkt bekommt, bei günstigen Gelegenheiten stiehlt oder heimlich ausleiht: Das Handbuch für Totengräber, Faust, der Hund, Der Leuchtturm, Das Schulterzucken, Der Pfeifer, Die Menschen aus Lehm, Der Überstehmann, Die Worteschüttlerin, Der Traumträger, Die letzte menschliche Fremde, Ein Lied im Dunkeln, Duden Bedeutungswörterbuch. Ein Buch steht düster über allen Geschehnissen: Mein Kampf.
Die Geschichte endet mit Liesels Tod, als sie schon eine alte Frau ist und mit ihrer Familie in Australien lebt. Der Tod befragt sie über ihr Leben, zeigt ihr ihre schon lange vergessene Autobiographie und bekennt, dass er von den Menschen heimgesucht werde, eine ungewöhnliche, ironische Perspektive, da sich in der Regel die Menschen vor dem Tod fürchten und nicht umgekehrt.
Dietmar Gerts schreibt in seinem Aufsatz Wut auf Gott: „Der Tod mag sie und lässt sie in Ruhe. Vielleicht auch, weil ihn Liesels und ihrer Freunde Einsprüche gegen sich rühren? Jedenfalls hat er eine Schwäche für Menschen, die Bücher und Geschichten lieben und sich für das Leben engagieren – so wie der Jude, der Liesel Geschichten schenkt, oder wie Liesel und ihr Freund, die vorbeigetriebenen KZ-Häftlingen Brot zustecken.“

## Ausgaben
Das Buch erschien 2008 in der Übersetzung von Alexandra Ernst im cbj-Verlag und bei Blanvalet in einer textgleichen Jugend- und Erwachsenenausgabe. Das Original The Book Thief erschien 2005 in Australien als Roman für junge Erwachsene, 2006 in den USA als Jugendbuch. In Großbritannien erschien das Buch im Januar 2007 als Jugend- und als Erwachsenenbuch und wurde in beiden Sparten ein Bestseller. Im Januar 2008 kamen Paperback-Ausgaben auf den Markt. Mittlerweile wurde das Buch in mehr als 40 Sprachen übersetzt.

## Auszeichnungen
- Kathleen Mitchell Award 2006
- Michael L. Printz Honor book 2007
- Sydney Taylor Book Award 2007
- ALA Best Books for Young Adults 2007
- Buxtehuder Bulle 2008
- Deutscher Jugendliteraturpreis Preis der Jugendjury 2009[5]
- Jugendbuchpreis und Kritikerpreis der Jury der jungen Leser 2009

## Hörbuch
Die Bücherdiebin erschien 2008 als Hörbuch bei Random House Audio in einer leicht gekürzten Lesefassung, vorgetragen von Boris Aljinović.

## Verfilmung
Im Studio Babelsberg in Potsdam fanden 2013 die Dreharbeiten zum Film Die Bücherdiebin unter der Regie von Brian Percival statt. Die Hauptrollen spielen Geoffrey Rush, Emily Watson und Sophie Nélisse. Hinter der Kamera dieser amerikanisch-deutschen Koproduktion stand Florian Ballhaus. Die Musik schrieb der dafür Oscar-nominierte amerikanische Komponist John Williams. Der überwiegende Teil der Dreharbeiten fand in den Ateliers und den Außenkulissen des Studio Babelsberg statt, so unter anderem in der Berliner Straße.
Die Bücherdiebin kam am 13. März 2014 bundesweit in die Kinos.
Laut Stiftung Lesen eignen sich Roman und Film als Impulsmaterial für den fächerübergreifenden Schulunterricht der Klassen 8–12.